# Hypomecis nigricuneata
Hypomecis nigricuneata är en fjärilsart som beskrevs av W. Warren 1900. Hypomecis nigricuneata ingår i släktet Hypomecis och familjen mätare. Inga underarter finns listade i Catalogue of Life.